# Estoril (Portugal)
Estoril is een plaats in de gemeente Cascais, en daarbinnen deel van de freguesia Cascais en Estoril. De kust van Estoril is dicht bij Lissabon, en ligt tussen Carcavelos tot Guincho. In 2001 was het inwonertal 23.769 op een oppervlakte van 8,79 km². Estoril heeft een bekend casino.
In Estoril werd de Roemeense koning Carol II van Roemenië begraven, maar zijn stoffelijk overschot werd in 2003 overgebracht naar Roemenië.
Ten westen van Estoril ligt Monte Estoril.

## Sport
Het Autódromo do Estoril is een circuit nabij Estoril.
Jaarlijks wordt in de periode april/mei een internationaal tennistoernooi georganiseerd, zowel voor de vrouwen door de WTA als voor de mannen door de ATP. Het WTA-toernooi van 2009 werd gewonnen door de Belgische Yanina Wickmayer; dit was haar eerste WTA-titel.
Estoril huisvest het Estádio António Coimbra da Mota, de thuishaven van voetbalclub GD Estoril-Praia.